# Ida Törnström

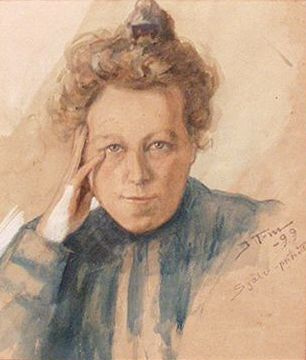

Ida Albertina Törnström, född 24 mars 1862 i Göteborg, död 26 augusti 1949 i Göteborg, var en svensk målare, tecknare, författare och teckningslärare.
Hon var dotter till Carl Johan Emanuel Törnström och Albertina Strömberg och syster till Anna Törnström. Som ung flicka fick hon följa med sin far på en båtresa till England och Kanada 1875 och efter avslutad skolgång i Göteborg studerade hon vid Tekniska skolan i Stockholm och fortsatte därefter studierna för Reinhold Callmander, Carl Larsson och Bruno Liljefors vid Valands målarskola i Göteborg 1886–1889. Sommaren 1891 vistades hon i Portugal och under hösten samma år reste hon till Frankrike där hon tillbringade någon tid i Grez innan hon reste vidare till Paris där hon studerade en period för Henri Gervex. När hon återvände till Sverige 1892 bosatte hon sig i Göteborg där hon försörjde sig genom att ge privata teckningslektioner. Hon var senare verksam som teckningslärarinna vid Kjellbergska flickskolan i Göteborg från 1896 och vid dess lärarinneseminarium från 1908, vid Sigrid Rudebecks skola 1908–1913 samt vid Göteborgs Kvinnliga Folkskoleseminarium 1909–1912. Under pseudonymen Sölve utgav hon diktsamlingarna Dikter 1900 och Rhytmisk trollmakt. Samlade dikter' 1922 dessutom medverkade hon i tidskrifter och dagspress med allegoriska berättelser och stämningsbilder. Tillsammans med sin syster publicerade hon 1906 i tidskriften Varia texten Kring sekelskiftet. Reseminnen och Göteborgsbilder som utgavs i bokform 1937.
Hon var representerad med målningar vid salongen i Paris 1892 och hon deltog i Föreningen Svenska Konstnärinnors utställning i Wien 1913 och utställningar på konstakademien 1911 samt på Liljevalchs konsthall 1917. Hon medverkade dessutom i samlingsutställningar i Lund, Helsingborg och ett flertal gånger i Göteborg. Hennes konst består av stilleben, interiörer, stadsbilder från olika delar av Sverige och Danmark samt landskapsskildringar med skog. Hon tecknade flera exlibris och utförde flera illustrationsuppdrag bland annat illustrerade hon Viktor Rydbergs dikt Barndomspoesien. Törnström finns representerad vid Nationalmuseum i Stockholm och Göteborgs stadsmuseum.